# گورستان العود
گورستان العود (به عربی مقبرة العود) قبرستانی در شهر ریاض پایتخت عربستان سعودی می‌باشد.
این قبرستان با وسعت ۱۴۱۰۰۰ متر مربع پس از قبرستان بقیع در مدینه و قبرستان معلی (گورستان ابوطالب) در مکه بیشترین وسعت را در این کشور دارا است.
دلیل شهرت این قبرستان دفن پادشاهان و اعضای خانواده سلطنتی آل سعود می‌باشد.

## مشاهیر مدفون در گورستان العود
عبدالرحمن بن فیصل آل سعود
ملک عبدالعزیز بن عبدالرحمن بن فیصل آل سعود
ملک سعود بن عبدالعزیز آل سعود
ملک فیصل بن عبدالعزیز آل سعود
محمد بن عبدالعزیز آل سعود
ملک خالد بن عبدالعزیز آل سعود
ملک فهد بن عبدالعزیز آل سعود
ملک عبدالله بن عبدالعزیز آل سعود